# Liste des choix de repêchages des Canucks de Vancouver
Cette liste contient tous les joueurs de hockey sur glace ayant été repêchés par les Canucks de Vancouver, franchise de la Ligue nationale de hockey. Les joueurs listés ci-dessus n'ont pas obligatoirement joué un match sous le maillot de l'équipe.
Elle regroupe les joueurs depuis le Repêchage de 1970 organisé par la LNH en 1969-1970, lors de la première saison des Canucks, jusqu’à aujourd’hui,. Les joueurs sont classés par année de repêchage. Les deux premières colonnes donnent le rang et le tour duquel le joueur a été repêché suivis de son nom, de sa nationalité et de sa position de jeu.

## Les repêchages amateurs

### 1970
| numéro avec majuscule | Tour | Nom            | Nationalité | Position       |
| --------------------- | ---- | -------------- | ----------- | -------------- |
| 2                     | 1er  | Dale Tallon    | Canada      | Défenseur      |
| 16                    | 2e   | Jim Hargreaves | Canada      | Défenseur      |
| 30                    | 3e   | Ed Dyck        | Canada      | Gardien de but |
| 44                    | 4e   | Brent Taylor   | Canada      | Ailier droit   |
| 58                    | 5e   | Bill McFadden  | Canada      | Attaquant      |
| 72                    | 6e   | Dave Gilmour   | Canada      | Ailier gauche  |

### 1971
| numéro avec majuscule | Tour | Nom                | Nationalité | Position      |
| --------------------- | ---- | ------------------ | ----------- | ------------- |
| 3                     | 1er  | Jocelyn Guevremont | Canada      | Défenseur     |
| 17                    | 2e   | Bobby Lalonde      | Canada      | Centre        |
| 39                    | 3e   | Richard Lemieux    | Canada      | Centre        |
| 59                    | 5e   | Mike McNiven       | Canada      | Ailier gauche |
| 73                    | 6e   | Tim Steeves        | Canada      | Défenseur     |
| 87                    | 7e   | Bill Green         | États-Unis  | Défenseur     |
| 101                   | 8e   | Norm Cherrey       | Canada      | Ailier droit  |
| 102                   | 8e   | Bob Murphy         | Canada      | Attaquant     |

### 1972
| numéro avec majuscule | Tour | Nom              | Nationalité | Position       |
| --------------------- | ---- | ---------------- | ----------- | -------------- |
| 3                     | 1er  | Don Lever        | Canada      | Centre         |
| 19}                   | 2e   | Bryan McSheffrey | Canada      | Ailier droit   |
| 35                    | 3e   | Paul Raymer      | Canada      | Attaquant      |
| 51                    | 4e   | Ron Homenuke     | Canada      | Ailier droit   |
| 67                    | 5e   | Larry Bolonchuk  | Canada      | Défenseur      |
| 83                    | 6e   | Dave McLelland   | Canada      | Gardien de but |
| 99                    | 7e   | Danny Gloor      | Canada      | Centre         |
| 115                   | 8e   | Dennis McCord    | Canada      | Défenseur      |
| 131                   | 9e   | Steve Stone      | Canada      | Ailier droit   |

### 1973
| numéro avec majuscule | Tour | Nom                | Nationalité | Position       |
| --------------------- | ---- | ------------------ | ----------- | -------------- |
| 3                     | 1er  | Dennis Ververgaert | Canada      | Ailier droit   |
| 9                     | 1er  | Bob Dailey         | Canada      | Défenseur      |
| 19                    | 2e   | Paulin Bordeleau   | Canada      | Ailier droit   |
| 35                    | 3e   | Paul Sheard        | Angleterre  | Ailier gauche  |
| 51                    | 4e   | Keith Mackie       | Angleterre  | Défenseur      |
| 67                    | 5e   | Paul O'Neil        | États-Unis  | Centre         |
| 83                    | 6e   | Jim Cowell         | Canada      | Centre         |
| 99                    | 7e   | Clay Hebenton      | Canada      | Gardien de but |
| 115                   | 8e   | John Senkpiel      | Canada      | Ailier droit   |
| 131                   | 9e   | Peter Folco        | Canada      | Défenseur      |
| 146                   | 10e  | Terry McDougall    | Canada      | Centre         |

### 1974
| numéro avec majuscule | Tour | Nom             | Nationalité | Position      |
| --------------------- | ---- | --------------- | ----------- | ------------- |
| 23                    | 2e   | Ron Sedlbauer   | Canada      | Ailier gauche |
| 41                    | 3e   | John Hughes     | Canada      | Défenseur     |
| 59                    | 4e   | Harold Snepsts  | Canada      | Défenseur     |
| 77                    | 5e   | Mike Rogers     | Canada      | Centre        |
| 95                    | 6e   | Andy Spruce     | Canada      | Ailier gauche |
| 113                   | 7e   | Jim Clarke      | Canada      | Défenseur     |
| 130                   | 8e   | Robbie Watt     | Canada      | Attaquant     |
| 147                   | 9e   | Marc Gaudreault | Canada      | Défenseur     |

### 1975
| numéro avec majuscule | Tour | Nom              | Nationalité | Position       |
| --------------------- | ---- | ---------------- | ----------- | -------------- |
| 10                    | 1er  | Rick Blight      | Canada      | Ailier droit   |
| 28                    | 2e   | Brad Gassoff     | Canada      | Ailier gauche  |
| 46                    | 3e   | Normand Lapointe | Canada      | Gardien de but |
| 64                    | 4e   | Glen Richardson  | Canada      | Ailier gauche  |
| 82                    | 5e   | Doug Murray      | Canada      | Ailier gauche  |
| 100                   | 6e   | Bob Watson       | Canada      | Ailier droit   |
| 118                   | 7e   | Brian Shmyr      | Canada      | Centre         |
| 136                   | 8e   | Allan Fleck      | Canada      | Ailier gauche  |
| 152                   | 9e   | Bob McNeice      | Canada      | Ailier gauche  |
| 182                   | 11e  | Sidney Veysey    | Canada      | Centre         |

### 1976
| numéro avec majuscule | Tour | Nom             | Nationalité | Position      |
| --------------------- | ---- | --------------- | ----------- | ------------- |
| 26                    | 2e   | Bob Manno       | Canada      | Défenseur     |
| 44                    | 3e   | Rob Flockhart   | Canada      | Ailier droit  |
| 62                    | 4e   | Elmer Ray       | Canada      | Ailier gauche |
| 80                    | 5e   | Rick Durston    | Canada      | Ailier gauche |
| 98                    | 6e   | Robert Tudor    | Canada      | Centre        |
| 114                   | 7e   | Bradley Rhiness | Canada      | Centre        |
| 122                   | 8e   | Stuart Ostlund  | Canada      | Centre        |

### 1977
| numéro avec majuscule | Tour | Nom              | Nationalité | Position       |
| --------------------- | ---- | ---------------- | ----------- | -------------- |
| 4                     | 1er  | Jere Gillis      | États-Unis  | Ailier gauche  |
| 22                    | 2e   | Jeff Bandura     | Canada      | Défenseur      |
| 40                    | 3e   | Glen Hanlon      | Canada      | Gardien de but |
| 56                    | 4e   | Dave Morrow      | Canada      | Défenseur      |
| 58                    | 4e   | Murray Bannerman | Canada      | Gardien de but |
| 76                    | 5e   | Steve Hazlett    | Canada      | Centre         |
| 94                    | 6e   | Brian Drumm      | Canada      | Ailier gauche  |
| 112                   | 7e   | Ray Creasy       | Canada      | Centre         |

### 1978
| numéro avec majuscule | Tour | Nom                | Nationalité | Position       |
| --------------------- | ---- | ------------------ | ----------- | -------------- |
| 4                     | 1er  | Bill Derlago       | Canada      | Centre         |
| 22                    | 2e   | Curt Fraser        | États-Unis  | Ailier gauche  |
| 40                    | 3e   | Stan Smyl          | Canada      | Ailier droit   |
| 56                    | 4e   | Harald Lückner     | Suède       | Ailier gauche  |
| 57                    | 4e   | Brad Smith         | Canada      | Ailier droit   |
| 90                    | 6e   | Gerry Minor        | Canada      | Défenseur      |
| 107                   | 7e   | Dave Ross          | Canada      | Ailier droit   |
| 124                   | 8e   | Steve O'Neill      | États-Unis  | Ailier gauche  |
| 141                   | 9e   | Charles Antetomaso | États-Unis  | Défenseur      |
| 158                   | 10e  | Richard Martens    | Canada      | Gardien de but |

## Les repêchages d'entrée
| Sommaire |
| Repêchages amateurs : 1970 \| 1971 \| 1972 \| 1973 \| 1974 \|1975 \| 1976 \| 1977 \| 1978 |
| Repêchages d'entrée : 1979 \| 1980 \| 1981 \| 1982 \| 1983 \| 1984 \| 1985 \| 1986 \| 1987 \| 1988 1989 \| 1990 \| 1991 \| 1992 \| 1993 \| 1994 \| 1995 \| 1996 \| 1997 \| 1998 1999 \| 2000 \| 2001 \| 2002 \| 2003 \| 2004 \| 2005 \| 2006 \| 2007 \| 2008 2009 \| 2010 \| 2011 \| 2012 \| 2013 \| 2014 \| 2015 \| 2016 \| 2017 \| 2018 2019 \| 2020 \| 2021 |
| Références |

### 1979
| numéro avec majuscule | Tour | Nom            | Nationalité | Position       |
| --------------------- | ---- | -------------- | ----------- | -------------- |
| 5                     | 1er  | Rick Vaive     | Canada      | Ailier droit   |
| 26                    | 2e   | Brent Ashton   | Canada      | Ailier gauche  |
| 47                    | 3e   | Ken Ellacott   | Canada      | Gardien de but |
| 68                    | 4e   | Arthur Rutland | Canada      | Centre         |
| 89                    | 5e   | Dirk Graham    | Canada      | Ailier droit   |
| 110                   | 6e   | Shane Swan     | Canada      | Défenseur      |

### 1980
| numéro avec majuscule | Tour | Nom                 | Nationalité     | Position       |
| --------------------- | ---- | ------------------- | --------------- | -------------- |
| 7                     | 1er  | Rick Lanz           | Tchécoslovaquie | Défenseur      |
| 49                    | 3e   | Andreas Schliebener | Canada          | Défenseur      |
| 70                    | 4e   | Marc Crawford       | Canada          | Ailier gauche  |
| 91                    | 5e   | Darrell May         | Canada          | Gardien de but |
| 112                   | 6e   | Ken Berry           | Canada          | Ailier gauche  |
| 133                   | 7e   | Doug Lidster        | Canada          | Défenseur      |
| 154                   | 8e   | John O'Connor       | États-Unis      | Défenseur      |
| 175                   | 9e   | Patrik Sundström    | Suède           | Centre         |
| 196                   | 10e  | Grant Martin        | Canada          | Défenseur      |

### 1981
| numéro avec majuscule | Tour | Nom                | Nationalité | Position       |
| --------------------- | ---- | ------------------ | ----------- | -------------- |
| 10                    | 1er  | Garth Butcher      | Canada      | Défenseur      |
| 52                    | 3e   | Jean-Marc Lanthier | Canada      | Ailier droit   |
| 73                    | 4e   | Wendell Young      | Canada      | Gardien de but |
| 105                   | 5e   | Moe Lemay          | Canada      | Ailier gauche  |
| 115                   | 6e   | Stu Kulak          | Canada      | Ailier droit   |
| 136                   | 7e   | Bruce Holloway     | Canada      | Défenseur      |
| 157                   | 8e   | Petri Skriko       | Finlande    | Ailier gauche  |
| 178                   | 9e   | Frank Caprice      | Canada      | Gardien de but |
| 199                   | 10e  | Rejean Vignola     | Canada      | Centre         |

### 1982
| numéro avec majuscule | Tour | Nom            | Nationalité | Position       |
| --------------------- | ---- | -------------- | ----------- | -------------- |
| 11                    | 1er  | Michel Petit   | Canada      | Défenseur      |
| 53                    | 3e   | Yves Lapointe  | Canada      | Ailier gauche  |
| 71                    | 4e   | Shawn Kilroy   | Canada      | Gardien de but |
| 116                   | 6e   | Taylor Hall    | Canada      | Ailier droit   |
| 137                   | 7e   | Parie Proft    | Canada      | Défenseur      |
| 158                   | 8e   | Newell Brown   | Canada      | Centre         |
| 179                   | 9e   | Donald McLaren | Canada      | Ailier droit   |
| 200                   | 10e  | Al Raymond     | Canada      | Ailier gauche  |
| 221                   | 11e  | Steve Driscoll | Canada      | Ailier gauche  |
| 242                   | 12e  | Shawn Green    | Canada      | Ailier droit   |

### 1983
| numéro avec majuscule | Tour | Nom            | Nationalité | Position      |
| --------------------- | ---- | -------------- | ----------- | ------------- |
| 9                     | 1er  | Cam Neely      | Canada      | Ailier droit  |
| 30                    | 2e   | David Bruce    | Canada      | Ailier droit  |
| 50                    | 3e   | Scott Tottle   | Canada      | Ailier droit  |
| 70                    | 4e   | Tim Lorenz     | Canada      | Ailier gauche |
| 90                    | 5e   | Doug Quinn     | Canada      | Défenseur     |
| 110                   | 6e   | Dave Lowry     | Canada      | Ailier gauche |
| 130                   | 7e   | Terry Maki     | Canada      | Ailier gauche |
| 150                   | 8e   | John Labatt    | États-Unis  | Centre        |
| 170                   | 9e   | Allan Measures | Canada      | Défenseur     |
| 190                   | 10e  | Roger Grillo   | États-Unis  | Défenseur     |
| 210                   | 11e  | Steve Kayser   | Canada      | Défenseur     |
| 230                   | 12e  | Jay Mazur      | Canada      | Ailier droit  |

### 1984
| numéro avec majuscule | Tour | Nom                     | Nationalité | Position       |
| --------------------- | ---- | ----------------------- | ----------- | -------------- |
| 10                    | 1er  | Jean-Jacques Daigneault | Canada      | Défenseur      |
| 31                    | 2e   | Jeff Rohlicek           | États-Unis  | Ailier gauche  |
| 52                    | 3e   | David Saunders          | Canada      | Ailier gauche  |
| 55                    | 3e   | Landis Chaulk           | Canada      | Ailier gauche  |
| 58                    | 3e   | Mike Stevens            | Canada      | Ailier droit   |
| 73                    | 4e   | Brian Bertuzzi          | Canada      | Défenseur      |
| 94                    | 5e   | Brett MacDonald         | Canada      | Défenseur      |
| 115                   | 6e   | Jeff Korchinski         | Canada      | Défenseur      |
| 136                   | 7e   | Blaine Chrest           | Canada      | Centre         |
| 157                   | 8e   | Jim Agnew               | Canada      | Défenseur      |
| 178                   | 9e   | Rex Grant               | Canada      | Gardien de but |
| 199                   | 10e  | Ed Lowney               | États-Unis  | Ailier droit   |
| 220                   | 11e  | Doug Clarke             | Canada      | Défenseur      |
| 241                   | 12e  | Ed Kister               | Canada      | Défenseur      |

### 1985
| numéro avec majuscule | Tour | Nom             | Nationalité      | Position       |
| --------------------- | ---- | --------------- | ---------------- | -------------- |
| 4                     | 1er  | Jim Sandlak     | Canada           | Ailier droit   |
| 25                    | 2e   | Troy Gamble     | Canada           | Gardien de but |
| 46                    | 3e   | Shane Doyle     | Canada           | Défenseur      |
| 67                    | 4e   | Randy Siska     | Canada           | Centre         |
| 88                    | 5e   | Robert Kron     | Tchécoslovaquie  | Centre         |
| 109                   | 6e   | Martin Hrstka   | Tchécoslovaquie  | Ailier gauche  |
| 130                   | 7e   | Brian McFarlane | Canada           | Ailier droit   |
| 151                   | 8e   | Hakan Ahlund    | Suède            | Ailier droit   |
| 172                   | 9e   | Curtis Hunt     | Canada           | Défenseur      |
| 193                   | 10e  | Carl Valimont   | États-Unis       | Défenseur      |
| 214                   | 11e  | Igor Larionov   | Union soviétique | Centre         |
| 235                   | 12e  | Darren Taylor   | Canada           | Ailier gauche  |

### 1986
| numéro avec majuscule | Tour | Nom              | Nationalité      | Position       |
| --------------------- | ---- | ---------------- | ---------------- | -------------- |
| 7                     | 1er  | Dan Woodley      | États-Unis       | Ailier droit   |
| 49                    | 3e   | Don Gibson       | Canada           | Défenseur      |
| 70                    | 4e   | Ronnie Stern     | Canada           | Ailier droit   |
| 91                    | 5e   | Eric Murano      | Canada           | Centre         |
| 112                   | 6e   | Steve Herniman   | Canada           | Défenseur      |
| 133                   | 7e   | Jon Helgeson     | États-Unis       | Ailier gauche  |
| 154                   | 8e   | Jeff Noble       | Canada           | Centre         |
| 175                   | 9e   | Matt Merton      | États-Unis       | Gardien de but |
| 196                   | 10e  | Marc Lyons       | Canada           | Défenseur      |
| 217                   | 11e  | Todd Hawkins     | Canada           | Ailier droit   |
| 238                   | 12e  | Vladimir Kroutov | Union soviétique | Ailier gauche  |
| 22                    | R.S  | David Gourlie    | Canada           | Défenseur      |

### 1987
| numéro avec majuscule | Tour | Nom              | Nationalité     | Position       |
| --------------------- | ---- | ---------------- | --------------- | -------------- |
| 24                    | 2e   | Rob Murphy (en)  | Canada          | Centre         |
| 45                    | 3e   | Steve Veilleux   | Canada          | Défenseur      |
| 66                    | 4e   | Douglas Torrel   | États-Unis      | Ailier gauche  |
| 87                    | 5e   | Sean Fabian      | États-Unis      | Défenseur      |
| 108                   | 6e   | Garry Valk       | Canada          | Ailier gauche  |
| 129                   | 7e   | Todd Fanning     | Canada          | Gardien de but |
| 150                   | 8e   | Viktor Tioumenev | Union Soviétiqu | Centre         |
| 171                   | 9e   | Craig Daly       | États-Unis      | Défenseur      |
| 192                   | 10e  | John Fletcher    | États-Unis      | Gardien de but |
| 213                   | 11e  | Roger Hansson    | Suède           | Ailier gauche  |
| 233                   | 12e  | Neil Eisenhut    | Canada          | Centre         |
| 234                   | 12e  | Matthew Evo      | États-Unis      | Ailier gauche  |
| 18                    | R.S  | Steve Johnson    | États-Unis      | Attaquant      |

### 1988
| numéro avec majuscule | Tour | Nom                   | Nationalité | Position       |
| --------------------- | ---- | --------------------- | ----------- | -------------- |
| 2                     | 1er  | Trevor Linden         | Canada      | Centre         |
| 33                    | 2e   | Leif Rohlin           | Suède       | Défenseur      |
| 44                    | 3e   | Dane Jackson          | Canada      | Ailier droit   |
| 107                   | 6e   | Corrie D'alessio      | Canada      | Gardien de but |
| 122                   | 6e   | Philip Von Stefenelli | Canada      | Défenseur      |
| 128                   | 7e   | Dixon Ward            | Canada      | Ailier gauche  |
| 149                   | 8e   | Gregory Geldart       | Canada      | Centre         |
| 170                   | 9e   | Roger Åkerström       | Suède       | Défenseur      |
| 191                   | 10e  | Paul Constantin       | Canada      | Centre         |
| 212                   | 11e  | Christopher Wolanin   | États-Unis  | Défenseur      |
| 233                   | 12e  | Steffan Nilsson       | Suède       | Ailier droit   |
| 2                     | R.S  | Andy Gribble          | Canada      | Attaquant      |
| 7                     | R.S  | Steve McKichan        | Canada      | Gardien        |

### 1989
| numéro avec majuscule | Tour | Nom             | Nationalité      | Position       |
| --------------------- | ---- | --------------- | ---------------- | -------------- |
| 8                     | 1er  | Jason Herter    | Canada           | Défenseur      |
| 29                    | 2e   | Robert Woodward | États-Unis       | Ailier gauche  |
| 71                    | 4e   | Brett Hauer     | États-Unis       | Défenseur      |
| 113                   | 6e   | Pavel Boure     | Union soviétique | Ailier droit   |
| 134                   | 7e   | James Revenberg | Canada           | Ailier droit   |
| 155                   | 8e   | Robert Sangster | Canada           | Ailier gauche  |
| 176                   | 9e   | Sandy Moger     | Canada           | Ailier droit   |
| 197                   | 10e  | Gus Morschauser | Canada           | Gardien de but |
| 218                   | 11e  | Hayden O'Rear   | États-Unis       | Défenseur      |
| 239                   | 12e  | Darcy Cahill    | Canada           | Centre         |
| 248                   | 12e  | Jan Bergman     | Suède            | Défenseur      |
| 13                    | R.S  | Jeff Napierala  | États-Unis       | Ailier droit   |

### 1990
| numéro avec majuscule | Tour | Nom              | Nationalité     | Position      |
| --------------------- | ---- | ---------------- | --------------- | ------------- |
| 2                     | 1er  | Petr Nedvěd      | Tchécoslovaquie | Centre        |
| 18                    | 1er  | Shawn Antoski    | Canada          | Ailier gauche |
| 23                    | 2e   | Jiří Šlégr       | Tchécoslovaquie | Défenseur     |
| 65                    | 4e   | Darin Bader      | Canada          | Ailier gauche |
| 86                    | 5e   | Gino Odjick      | Canada          | Ailier gauche |
| 128                   | 7e   | Daryl Filipek    | Canada          | Défenseur     |
| 149                   | 8e   | Paul O'Hagan     | Angleterre      | Défenseur     |
| 170                   | 9e   | Mark Cipriano    | Canada          | Ailier droit  |
| 191                   | 10e  | Troy Neumeier    | Canada          | Défenseur     |
| 212                   | 11e  | Tyler Ertel      | Canada          | Centre        |
| 233                   | 12e  | Karri Kivi       | Finlande        | Défenseur     |
| 2                     | R.S  | Paul Dukovac     | Canada          | Défenseur     |
| 6                     | R.S  | Norm Krumpschmid | Canada          | Centre        |

### 1991
| numéro avec majuscule | Tour | Nom                  | Nationalité      | Position       |
| --------------------- | ---- | -------------------- | ---------------- | -------------- |
| 7                     | 1er  | Alek Stojanov        | Canada           | Ailier droit   |
| 29                    | 2e   | Jassen Cullimore     | Canada           | Défenseur      |
| 51                    | 3e   | Sean Pronger         | Canada           | Centre         |
| 95                    | 5e   | Dan Kesa             | Canada           | Ailier droit   |
| 117                   | 6e   | Ievgueni Namestnikov | Union soviétique | Défenseur      |
| 139                   | 7e   | Brent Thurston       | Canada           | Ailier gauche  |
| 161                   | 8e   | Eric Johnson         | États-Unis       | Ailier droit   |
| 183                   | 9e   | David Neilson        | États-Unis       | Ailier gauche  |
| 205                   | 10e  | Brad Barton          | Canada           | Défenseur      |
| 227                   | 11e  | Jason Fitzsimmons    | Canada           | Gardien de but |
| 249                   | 12e  | Xavier Majic         | Canada           | Centre         |
| 13                    | R.S  | Scott Meehan         | Canada           | Défenseur      |

### 1992
| numéro avec majuscule | Tour | Nom            | Nationalité     | Position       |
| --------------------- | ---- | -------------- | --------------- | -------------- |
| 21                    | 1er  | Libor Polasek  | Tchécoslovaquie | Centre         |
| 40                    | 2e   | Michael Peca   | Canada          | Centre         |
| 45                    | 2e   | Mike Fountain  | Canada          | Gardien de but |
| 69                    | 3e   | Jeff Connolly  | États-Unis      | Centre         |
| 93                    | 4e   | Brent Tully    | Canada          | Défenseur      |
| 110                   | 5e   | Brian Loney    | Canada          | Ailier droit   |
| 117                   | 5e   | Adrian Aucoin  | Canada          | Défenseur      |
| 141                   | 6e   | Jason Clark    | Canada          | Centre         |
| 165                   | 7e   | Scott Hollis   | Canada          | Ailier droit   |
| 213                   | 9e   | Sonny Mignacca | Canada          | Gardien de but |
| 237                   | 10e  | Mark Wotton    | États-Unis      | Défenseur      |
| 261                   | 11e  | Aaron Boh      | Canada          | Défenseur      |

### 1993
| numéro avec majuscule | Tour | Nom                | Nationalité | Position       |
| --------------------- | ---- | ------------------ | ----------- | -------------- |
| 20                    | 1er  | Mike Wilson (en)   | Canada      | Défenseur      |
| 46                    | 2e   | Rick Girard        | Canada      | Centre         |
| 98                    | 4e   | Dieter Kochan      | Canada      | Gardien de but |
| 124                   | 5e   | Scott Walker       | Canada      | Ailier droit   |
| 150                   | 6e   | Troy Creurer       | Canada      | Défenseur      |
| 176                   | 7e   | Ievgueni Babariko  | Russie      | Centre         |
| 202                   | 8e   | Sean Tallaire      | Canada      | Ailier droit   |
| 254                   | 10e  | Bert Robertsson    | Suède       | Défenseur      |
| 280                   | 11e  | Sergueï Tkatchenko | Russie      | Gardien de but |

### 1994
| numéro avec majuscule | Tour | Nom            | Nationalité | Position      |
| --------------------- | ---- | -------------- | ----------- | ------------- |
| 13                    | 1er  | Mattias Öhlund | Suède       | Défenseur     |
| 39                    | 2e   | Robb Gordon    | Canada      | Centre        |
| 42                    | 2e   | Dave Scatchard | Canada      | Centre        |
| 65                    | 3e   | Chad Allan     | Canada      | Défenseur     |
| 92                    | 4e   | Mike Dubinsky  | Canada      | Ailier droit  |
| 117                   | 5e   | Yanick Dubé    | Canada      | Centre        |
| 169                   | 7e   | Yuri Kuznetsov | Russie      | Centre        |
| 195                   | 8e   | Rob Trumbley   | Canada      | Centre        |
| 221                   | 9e   | Bill Muckalt   | Canada      | Ailier droit  |
| 247                   | 10e  | Tyson Nash     | Canada      | Ailier gauche |
| 273                   | 11e  | Robert Longpré | Canada      | Centre        |

### 1995
| numéro avec majuscule | Tour | Nom              | Nationalité | Position       |
| --------------------- | ---- | ---------------- | ----------- | -------------- |
| 40                    | 2e   | Chris McAllister | Canada      | Ailier gauche  |
| 61                    | 3e   | Larry Courville  | Canada      | Ailier gauche  |
| 66                    | 3e   | Peter Schaefer   | Canada      | Ailier gauche  |
| 92                    | 4e   | Lloyd Shaw       | Canada      | Défenseur      |
| 120                   | 5e   | Todd Norman      | Canada      | Ailier gauche  |
| 144                   | 6e   | Brent Sopel      | Canada      | Défenseur      |
| 170                   | 7e   | Stewart Bodtker  | Canada      | Centre         |
| 196                   | 8e   | Tyler Willis     | Canada      | Ailier droit   |
| 222                   | 9e   | Jason Cugnet     | Canada      | Gardien de but |

### 1996
| numéro avec majuscule | Tour | Nom               | Nationalité | Position       |
| --------------------- | ---- | ----------------- | ----------- | -------------- |
| 12                    | 1er  | Josh Holden       | Canada      | Centre         |
| 75                    | 3e   | Zenith Komarniski | Canada      | Défenseur      |
| 93                    | 4e   | Jonas Soling      | Suède       | Ailier gauche  |
| 121                   | 5e   | Tyler Prosofsky   | Canada      | Centre         |
| 147                   | 6e   | Nolan McDonald    | Canada      | Gardien de but |
| 175                   | 7e   | Clint Cabana      | Canada      | Défenseur      |
| 201                   | 8e   | Jeff Scissons     | Canada      | Centre         |
| 227                   | 9e   | Lubomir Vaic      | Slovaquie   | Centre         |

### 1997
| numéro avec majuscule | Tour | Nom              | Nationalité | Position       |
| --------------------- | ---- | ---------------- | ----------- | -------------- |
| 10                    | 1er  | Brad Ference     | Canada      | Défenseur      |
| 34                    | 2e   | Ryan Bonni       | Canada      | Défenseur      |
| 36                    | 2e   | Harold Druken    | Canada      | Centre         |
| 64                    | 3e   | Kyle Freadrich   | Canada      | Ailier gauche  |
| 90                    | 4e   | Chris Stanley    | Canada      | Centre         |
| 114                   | 5e   | David Darguzas   | Canada      | Ailier gauche  |
| 117                   | 5e   | Matt Cockell     | Canada      | Gardien de but |
| 144                   | 6e   | Matt Cooke       | Canada      | Ailier gauche  |
| 148                   | 6e   | Larry Shapley    | Canada      | Défenseur      |
| 171                   | 7e   | Rod Leroux       | Canada      | Défenseur      |
| 201                   | 8e   | Denis Martyniouk | Russie      | Ailier gauche  |
| 227                   | 9e   | Peter Brady      | Canada      | Gardien de but |

### 1998
| numéro avec majuscule | Tour | Nom               | Nationalité | Position      |
| --------------------- | ---- | ----------------- | ----------- | ------------- |
| 4                     | 1er  | Bryan Allen       | Canada      | Défenseur     |
| 31                    | 2e   | Artiom Tchoubarov | Russie      | Centre        |
| 68                    | 3e   | Jarkko Ruutu      | Finlande    | Ailier gauche |
| 81                    | 3e   | Justin Morrison   | États-Unis  | Ailier droit  |
| 90                    | 4e   | Regan Darby       | Canada      | Défenseur     |
| 136                   | 5e   | David Ytfeldt     | Suède       | Défenseur     |
| 140                   | 5e   | Rick Bertran      | Canada      | Défenseur     |
| 149                   | 6e   | Paul Cabana       | Canada      | Ailier droit  |
| 177                   | 7e   | Vincent Malts     | États-Unis  | Ailier droit  |
| 204                   | 8e   | Graig Mischler    | États-Unis  | Centre        |
| 219                   | 8e   | Curtis Valentine  | Canada      | Ailier gauche |
| 232                   | 9e   | Jason Metcalfe    | Canada      | Défenseur     |

### 1999
| numéro avec majuscule | Tour | Nom                | Nationalité | Position       |
| --------------------- | ---- | ------------------ | ----------- | -------------- |
| 2                     | 1er  | Daniel Sedin       | Suède       | Ailier gauche  |
| 3                     | 1er  | Henrik Sedin       | Suède       | Centre         |
| 69                    | 3e   | René Vydarený      | Slovaquie   | Défenseur      |
| 129                   | 5e   | Ryan Thorpe        | Canada      | Ailier gauche  |
| 172                   | 6e   | Josh Reed          | Canada      | Défenseur      |
| 189                   | 7e   | Kevin Swanson      | Canada      | Gardien de but |
| 218                   | 8e   | Markus Kankaanperä | Suède       | Défenseur      |
| 271                   | 9e   | Darrell Hay        | Canada      | Défenseur      |

### 2000
| numéro avec majuscule | Tour | Nom            | Nationalité | Position  |
| --------------------- | ---- | -------------- | ----------- | --------- |
| 23                    | 1er  | Nathan Smith   | Canada      | Centre    |
| 71                    | 3e   | Thatcher Bell  | Canada      | Centre    |
| 93                    | 3e   | Tim Branham    | États-Unis  | Défenseur |
| 144                   | 5e   | Pavel Douma    | Russie      | Centre    |
| 208                   | 7e   | Brandon Reid   | Canada      | Centre    |
| 241                   | 8e   | Nathan Barrett | Canada      | Centre    |
| 272                   | 9e   | Tim Smith      | Canada      | Centre    |

### 2001
| numéro avec majuscule | Tour | Nom                  | Nationalité | Position      |
| --------------------- | ---- | -------------------- | ----------- | ------------- |
| 16                    | 1er  | R. J. Umberger       | États-Unis  | Centre        |
| 66                    | 3e   | Fiodor Fiodorov      | Russie      | Ailier gauche |
| 114                   | 4e   | Ievgueni Gladskikh   | Russie      | Ailier gauche |
| 151                   | 5e   | Kevin Bieksa         | Canada      | Défenseur     |
| 212                   | 7e   | Jason King           | Canada      | Ailier droit  |
| 245                   | 8e   | Konstantin Mikhaïlov | Russie      | Centre        |

### 2002
| numéro avec majuscule | Tour | Nom            | Nationalité        | Position       |
| --------------------- | ---- | -------------- | ------------------ | -------------- |
| 49                    | 2e   | Kirill Koltsov | Russie             | Défenseur      |
| 55                    | 2e   | Denis Grot     | Biélorussie        | Défenseur      |
| 68                    | 3e   | Brett Skinner  | Canada             | Défenseur      |
| 83                    | 3e   | Lukas Mensator | République tchèque | Gardien de but |
| 114                   | 4e   | John Laliberte | États-Unis         | Ailier droit   |
| 151                   | 5e   | Robert McVicar | Canada             | Gardien de but |
| 214                   | 7e   | Marc-André Roy | Canada             | Ailier gauche  |
| 223                   | 7e   | Ilia Krikounov | Russie             | Attaquant      |
| 247                   | 8e   | Matt Violin    | Canada             | Gardien de but |
| 277                   | 9e   | Thomas Nüssli  | Suisse             | Attaquant      |
| 278                   | 9e   | Matt Gens      | États-Unis         | Défenseur      |

### 2003
| numéro avec majuscule | Tour | Nom                      | Nationalité | Position      |
| --------------------- | ---- | ------------------------ | ----------- | ------------- |
| 23                    | 1er  | Ryan Kesler              | États-Unis  | Centre        |
| 60                    | 2e   | Marc-André Bernier       | Canada      | Ailier droit  |
| 111                   | 4e   | Brandon Nolan            | Canada      | Attaquant     |
| 128                   | 4e   | Ty Morris                | Canada      | Ailier gauche |
| 160                   | 5e   | Nicklas Danielsson       | Suède       | Ailier droit  |
| 190                   | 6e   | Chad Brownlee            | Canada      | Défenseur     |
| 222                   | 7e   | François-Pierre Guénette | Canada      | Attaquant     |
| 252                   | 8e   | Sergueï Topol            | Russie      | Attaquant     |
| 254                   | 8e   | Nathan McIver            | Canada      | Défenseur     |
| 285                   | 9e   | Matthew Hansen           | Canada      | Défenseur     |

### 2004
| numéro avec majuscule | Tour | Nom                 | Nationalité | Position       |
| --------------------- | ---- | ------------------- | ----------- | -------------- |
| 26                    | 1er  | Cory Schneider      | États-Unis  | Gardien de but |
| 91                    | 3e   | Alexander Edler     | Suède       | Défenseur      |
| 125                   | 4e   | Andrew Sarauer      | Canada      | Ailier gauche  |
| 159                   | 5e   | Mike Brown          | États-Unis  | Ailier droit   |
| 189                   | 6e   | Julien Ellis-Plante | Canada      | Gardien de but |
| 254                   | 8e   | David Schulz        | Canada      | Défenseur      |
| 287                   | 9e   | Jannik Hansen       | Danemark    | Attaquant      |

### 2005
| numéro avec majuscule | Tour | Nom               | Nationalité | Position       |
| --------------------- | ---- | ----------------- | ----------- | -------------- |
| 10                    | 1er  | Luc Bourdon       | Canada      | Défenseur      |
| 51                    | 2e   | Mason Raymond     | Canada      | Ailier gauche  |
| 114                   | 4e   | Alexandre Vincent | Canada      | Gardien de but |
| 138                   | 5e   | Matt Butcher      | États-Unis  | Centre         |
| 185                   | 6e   | Kris Fredheim     | Canada      | Défenseur      |
| 205                   | 7e   | Mário Bližňák     | Slovaquie   | Centre         |

### 2006
| numéro avec majuscule | Tour | Nom              | Nationalité | Position     |
| --------------------- | ---- | ---------------- | ----------- | ------------ |
| 14                    | 1er  | Michael Grabner  | Autriche    | Ailier droit |
| 82                    | 3e   | Daniel Rahimi    | Suède       | Défenseur    |
| 163                   | 6e   | Sergueï Chirokov | Russie      | Attaquant    |
| 167                   | 6e   | Juraj Šimek      | Slovaquie   | Attaquant    |
| 197                   | 7e   | Evan Fuller      | Canada      | Ailier droit |

### 2007
| numéro avec majuscule | Tour | Nom                     | Nationalité | Position     |
| --------------------- | ---- | ----------------------- | ----------- | ------------ |
| 25                    | 1er  | Patrick White           | États-Unis  | Centre       |
| 33                    | 2e   | Taylor Ellington        | Canada      | Défenseur    |
| 145                   | 5e   | Charles-Antoine Messier | Canada      | Centre       |
| 146                   | 5e   | Ilia Kabloukov          | Russie      | Attaquant    |
| 176                   | 6e   | Taylor Matson           | États-Unis  | Centre       |
| 206                   | 7e   | Dan Gendur              | Canada      | Ailier droit |

### 2008
| numéro avec majuscule | Tour | Nom           | Nationalité | Position       |
| --------------------- | ---- | ------------- | ----------- | -------------- |
| 10                    | 1er  | Cody Hodgson  | Canada      | Centre         |
| 41                    | 2e   | Yann Sauvé    | Canada      | Défenseur      |
| 131                   | 5e   | Prab Rai      | Canada      | Centre         |
| 161                   | 6e   | Mats Froshaug | Norvège     | Centre         |
| 191                   | 7e   | Morgan Clark  | Canada      | Gardien de but |

### 2009
| numéro avec majuscule | Tour | Nom              | Nationalité | Position       |
| --------------------- | ---- | ---------------- | ----------- | -------------- |
| 22                    | 1er  | Jordan Schroeder | États-Unis  | Centre         |
| 53                    | 2e   | Anton Rödin      | Suède       | Attaquant      |
| 83                    | 3e   | Kevin Connauton  | Canada      | Défenseur      |
| 113                   | 4e   | Jeremy Price     | Canada      | Défenseur      |
| 143                   | 5e   | Peter Andersson  | Suède       | Défenseur      |
| 173                   | 6e   | Joe Cannata      | États-Unis  | Gardien de but |
| 187                   | 7e   | Steven Anthony   | Canada      | Ailier gauche  |

### 2010
| numéro avec majuscule | Tour | Nom              | Nationalité        | Position       |
| --------------------- | ---- | ---------------- | ------------------ | -------------- |
| 115                   | 4e   | Patrick McNally  | États-Unis         | Défenseur      |
| 145                   | 5e   | Adam Polášek     | République tchèque | Défenseur      |
| 172                   | 6e   | Alex Friesen     | Canada             | Centre         |
| 175                   | 6e   | Jonathan Iilahti | Finlande           | Gardien de but |
| 205                   | 7e   | Sawyer Hannay    | Canada             | Défenseur      |

### 2011
| numéro avec majuscule | Tour | Nom                | Nationalité        | Position       |
| --------------------- | ---- | ------------------ | ------------------ | -------------- |
| 29                    | 1er  | Nicklas Jensen     | Danemark           | Ailier droit   |
| 71                    | 3e   | David Honzík       | République tchèque | Gardien de but |
| 90                    | 3e   | Alexandre Grenier  | Canada             | Ailier droit   |
| 101                   | 4e   | Joseph LaBate      | États-Unis         | Centre         |
| 120                   | 4e   | Ludwig Blomstrand  | Suède              | Ailier gauche  |
| 150                   | 5e   | Frank Corrado      | Canada             | Défenseur      |
| 180                   | 6e   | Pathrik Westerholm | Suède              | Ailier droit   |
| 210                   | 7e   | Henrik Tömmernes   | Suède              | Défenseur      |

### 2012
| numéro avec majuscule | Tour | Nom              | Nationalité | Position      |
| --------------------- | ---- | ---------------- | ----------- | ------------- |
| 26                    | 1er  | Brendan Gaunce   | Canada      | Centre        |
| 57                    | 2e   | Alexandre Mallet | Canada      | Ailier gauche |
| 147                   | 5e   | Ben Hutton       | Canada      | Défenseur     |
| 177                   | 6e   | Wesley Myron     | Canada      | Ailier gauche |
| 207                   | 7e   | Matthew Beattie  | États-Unis  | Ailier gauche |

### 2013
| numéro avec majuscule | Tour | Nom              | Nationalité | Position  |
| --------------------- | ---- | ---------------- | ----------- | --------- |
| 9                     | 1er  | Bo Horvat        | Canada      | Centre    |
| 24                    | 1er  | Hunter Shinkaruk | Canada      | Centre    |
| 85                    | 3e   | Cole Cassels     | États-Unis  | Centre    |
| 115                   | 4e   | Jordan Subban    | Canada      | Défenseur |
| 145                   | 5e   | Anton Cederholm  | Suède       | Défenseur |
| 175                   | 6e   | Mike Williamson  | Canada      | Défenseur |
| 205                   | 7e   | Miles Liberati   | États-Unis  | Défenseur |

### 2014
| numéro avec majuscule | Tour | Nom              | Nationalité | Position       |
| --------------------- | ---- | ---------------- | ----------- | -------------- |
| 6                     | 1er  | Jake Virtanen    | Canada      | Ailier droit   |
| 24                    | 1er  | Jared McCann     | Canada      | Centre         |
| 36                    | 2e   | Thatcher Demko   | États-Unis  | Gardien de but |
| 66                    | 3e   | Nikita Triamkine | Russie      | Défenseur      |
| 126                   | 5e   | Gustav Forsling  | Suède       | Défenseur      |
| 156                   | 6e   | Kyle Pettit      | Canada      | Centre         |
| 186                   | 7e   | MacKenze Stewart | Canada      | Défenseur      |

### 2015
| numéro avec majuscule | Tour | Nom                 | Nationalité        | Position     |
| --------------------- | ---- | ------------------- | ------------------ | ------------ |
| 23                    | 1er  | Brock Boeser        | États-Unis         | Ailier droit |
| 66                    | 3e   | Guillaume Brisebois | Canada             | Défenseur    |
| 114                   | 4e   | Dmitri Joukenov     | Russie             | Centre       |
| 144                   | 5e   | Carl Neill          | Canada             | Défenseur    |
| 149                   | 5e   | Adam Gaudette       | États-Unis         | Centre       |
| 174                   | 6e   | Lukas Jasek         | République tchèque | Ailier droit |
| 210                   | 7e   | Tate Olson          | Canada             | Défenseur    |

### 2016
| numéro avec majuscule | Tour | Nom              | Nationalité | Position      |
| --------------------- | ---- | ---------------- | ----------- | ------------- |
| 5                     | 1er  | Olli Juolevi     | Finlande    | Défenseur     |
| 64                    | 3e   | William Lockwood | États-Unis  | Ailier droit  |
| 140                   | 5e   | Cole Candella    | Canada      | Défenseur     |
| 154                   | 6e   | Jakob Stukel     | Canada      | Ailier gauche |
| 184                   | 7e   | Rodrigo Abols    | Lettonie    | Centre        |
| 194                   | 7e   | Brett McKenzie   | Canada      | Centre        |

### 2017
| numéro avec majuscule | Tour | Nom                   | Nationalité | Position       |
| --------------------- | ---- | --------------------- | ----------- | -------------- |
| 5                     | 1er  | Elias Pettersson      | Suède       | Centre         |
| 33                    | 2e   | Kole Lind             | Canada      | Ailier droit   |
| 55                    | 2e   | Jonah Gadjovich       | Canada      | Ailier gauche  |
| 64                    | 3e   | Michael Dipietro      | Canada      | Gardien de but |
| 95                    | 4e   | Jack Rathbone         | États-Unis  | Défenseur      |
| 135                   | 5e   | Kristoffer Gunnarsson | Suède       | Défenseur      |
| 181                   | 6e   | Petrus Palmu          | Finlande    | Ailier droit   |
| 188                   | 7e   | Matt Brassard         | Canada      | Défenseur      |

### 2018
| numéro avec majuscule | Tour | Nom              | Nationalité | Position       |
| --------------------- | ---- | ---------------- | ----------- | -------------- |
| 7                     | 1er  | Quinton Hughes   | États-Unis  | Défenseur      |
| 37                    | 2e   | Jett Woo         | Canada      | Défenseur      |
| 68                    | 3e   | Tyler Madden     | États-Unis  | Centre         |
| 130                   | 5e   | Toni Utunen      | Finlande    | Défenseur      |
| 186                   | 6e   | Artiom Manoukian | Russie      | Ailier droit   |
| 192                   | 7e   | Matthew Thiessen | Canada      | Gardien de but |

### 2019
| numéro avec majuscule | Tour | Nom                | Nationalité        | Position       |
| --------------------- | ---- | ------------------ | ------------------ | -------------- |
| 10                    | 1er  | Vassili Podkolzine | Russie             | Ailier gauche  |
| 40                    | 2e   | Nils Höglander     | Suède              | Ailier droit   |
| 122                   | 4e   | Ethan Keppen       | Canada             | Ailier droit   |
| 133                   | 5e   | Carson Focht       | Canada             | Centre         |
| 156                   | 6e   | Artūrs Šilovs      | Lettonie           | Gardien de but |
| 175                   | 6e   | Karel Plášek       | République tchèque | Ailier gauche  |
| 180                   | 6e   | Jack Malone        | États-Unis         | Ailier gauche  |
| 195                   | 7e   | Aidan McDonough    | États-Unis         | Ailier droit   |
| 215                   | 7e   | Arvid Costmar      | Suède              | Centre         |

### 2020
| numéro avec majuscule | Tour | Nom             | Nationalité | Position     |
| --------------------- | ---- | --------------- | ----------- | ------------ |
| 82                    | 3e   | Joni Jurmo      | Finlande    | Défenseur    |
| 113                   | 4e   | Jackson Kunz    | États-Unis  | Ailier droit |
| 144                   | 5e   | Jacob Truscott  | États-Unis  | Défenseur    |
| 175                   | 6e   | Dmitry Zlodeïev | Russie      | Centre       |
| 191                   | 7e   | Viktor Persson  | Suède       | Défenseur    |

### 2021
| numéro avec majuscule | Tour | Nom                | Nationalité | Position       |
| --------------------- | ---- | ------------------ | ----------- | -------------- |
| 41                    | 2e   | Danila Klimovitch  | Biélorussie | Ailier gauche  |
| 137                   | 5e   | Aku Koskenvuo      | Finlande    | Gardien de but |
| 140                   | 5e   | Jonathan Myrenberg | Suède       | Défenseur      |
| 169                   | 6e   | Hugo Gabrielsson   | Suède       | Défenseur      |
| 178                   | 6e   | Connor Lockhart    | Canada      | Ailier gauche  |
| 201                   | 7e   | Lucas Forsell      | Suède       | Ailier droit   |

### 2022
| No  | Tour | Nom                  | Nationalité | Position       |
| --- | ---- | -------------------- | ----------- | -------------- |
| 15  | 1er  | Jonathan Lekkerimäki | Suède       | Ailier droit   |
| 80  | 3e   | Elias Pettersson     | Suède       | Défenseur      |
| 112 | 4e   | Daimon Gardner       | Canada      | Centre         |
| 144 | 5e   | Ty Young             | Canada      | Gardien de but |
| 176 | 6e   | Jackson Dorrington   | États-Unis  | Défenseur      |
| 208 | 7e   | Kirill Kudryavtsev   | Russie      | Défenseur      |